# Марионетска држава
Марионетска држава је номинално суверена држава коју дефакто контролише нека страна сила. Израз се односи на владу коју контролише влада друге државе као што луткар контролише марионету. Марионетска држава се описује и као ентитет који споља гледано поседује све чиниоце независности али је у ствари само орган друге државе која га је успоставила и о чијем сателиту је реч.

## Карактеристике
Марионетска држава чува спољашње атрибуте независности (као што су име, застава, химна, устав, закони, мото и влада), али је у стварности орган друге државе која ствара, спонзорише или на други начин контролише владу марионетске државе („марионетска влада“). Међународно право не признаје окупиране марионетске државе као легитимне.
Марионетске државе марионете могу престати да буду марионете кроз:
- војни пораз „господарске” државе (као у Европи и Азији 1945. године),
- апсорпција у главну државу (као у раном Совјетском Савезу),
- револуција, која се приметно догодила након повлачења страних окупационих снага (попут Авганистана 1992), или
- постизање независности путем државотворних метода (нарочито кроз деколонизацију).

## Терминологија
Овај термин је метафора која пореди државу или владу са марионетом коју контролише луткар помоћу конце. Прва забележена употреба термина „марионетска влада“ је из 1884. године, у контексту Египатског кедивата.
У средњем веку постојале су вазалне државе које су се заснивале на делегирању управљања државом са краља на племићке људе нижег ранга. Од Вестфалског мира из 1648. настао је концепт нације где је суверенитет више био везан за људе који су насељавали земљу него за племство које је поседовало земљу.
Сличан концепт који се углавном повезује са политичком историјом пре 19. века је сизеренство, контрола спољних послова једне државе од стране друге.

## Примери

### Први светски рат
- Краљевина Пољска (1916–1918) – Снаге Централних сила окупирале су руску Конгресну Пољску 1915, а 1916. Немачко царство и Аустроугарска су створиле Пољску монархију како би на лакши начин експлоатисале окупиране територије и мобилисале Пољаке против Руса (види Пољске легије). Године 1918. држава је постала независна и чинила је окосницу нове међународно признате Друге Пољске Републике.
- Краљевина Литванија (1918) – након пораза Русије и територијалних уступака Брест-Литовског уговора, Немци су основали Литванско краљевство. Међутим, поразом Немачке оно је постало независна република.
- Војводство Курландије и Семигалије (1918) – 1915. године царске немачке снаге су окупирале руско Курландско губернаторство и Брест-Литовским уговором је окончан рат на истоку, те су локални балтички Немци из тог дела основали Војводство под немачком круном од тог дела Обер Оста, са заједничким враћањем цивилне управе у корист војне. Ова држава је врло брзо спојена са Балтичким државним војводством и немачким окупираним територијама Руског царства у Ливонији и Естонији, у мултиетничко Уједињено Балтичко војводство.
- Привремена национална влада Југозападног Кавказа и  Привремена влада Западне Тракије биле су привремене републике које су успоставиле турске мањине у Тракији и Кавказу, након што је Османско царство изгубило своје земље у овим крајевима. Оба су били производи Османске обавештајне агенције Тешкилат-и махсуса, у смислу организационе структуре и организатора, и имали су упадљиво заједничке карактеристике.[8]

### Силе Осовине из Другог светског рата

#### Империјални Јапан
Током Јапанског царског периода, а посебно током Рата на Пацифику (чији се делови сматрају пацифичким театром Другог светског рата), империјални јапански режим је успоставио низ зависних држава.

##### Номинално суверене државе
- Манџукуо (1932–1945), основан у Манџурији под вођством последњег кинеског цара Пу Ји.[9]
- Аутономна влада Северног Шансија (1937-1939), формирана је у северном Шансију са главним градом у Датонгу 15. октобра 1937. Држава је затим спојена са Аутономном владом Јужног Чахара, као и Уједињеном монголском аутономном владом у Менђанг.
- Аутономна влада Јужног Чахара (1937-1939), формирана је у Јужном Чахару са главним градом у Калгану (данашњи Џангђакоу) 4. септембра 1937. Држава је спојена са Аутономном владом Северног Шансија, као и Уједињеном монголском аутономном владом да би створити Менђанг.
- Монголска војна влада (1936-1937) као и Монголска уједињена аутономна влада (1937-1939) основане су у Унутрашњој Монголији као марионетске државе са локалним сарадницима. Ова држава је чинила велику основу онога што је требало да постане Менгђанг.
- Менгђанг, основан у Унутрашњој Монголији 12. маја 1936. године, као Монголска војна влада (蒙古軍政府) преименована је у октобру 1937. у Уједињена монголска аутономна влада (蒙古庪偯盟蔭). Дана 1. септембра 1939. године, претежно Хан кинеске владе аутономне владе Јужног Чахара и аутономне владе Северног Шансија спојене су са монголском аутономном владом, стварајући нову Уједињену аутономну владу Менгђанг (蒙疆聯合自治政府). На челу свих њих био је Де Ванг.[10]
- Аутономни савет Источног Хебеја – држава на североистоку Кине између 1935. и 1938. године.
- Влада Великог пута (Дадао) (Шангај 1937–1940) – краткотрајни режим са седиштем у Шангају. Ова покрајинска влада је успостављена као прелиминарна колаборациона држава пошто су Јапанци преузели контролу над целим Шангајем и напредовали према Нанкингу. Ово је затим спојено са реформисаном владом Кине као и Привременом владом Кине у реорганизовану националистичку владу Републике Кине под вођством председавајућег Ванг Ђингвеја.
- Реформисана влада Републике Кине – Први режим успостављен у Нанкингу након Битке код Нанкинга. Касније је спојена у Привремену владу Кине.
- Привремена влада Кине (14. децембар 1937 – 30. март 1940) – Инкорпорирана у Нанкиншку националистичку владу 30. марта 1940.[11]
- Реорганизована националистичка влада Републике Кине (30. март 1940 – 1945) – Основана у Нанкингу под вођством Ванг Ђингвеја.[12]
- Држава Бурма (Бурма, 1942–1945) – Шеф државе: Ба Мав.
- Друга Филипинска Република (1943–1945) – влада на челу са Хозеом П. Лорелом као председником.
- Привремена влада Слободне Индије (1943–1945) - коју је у Сингапуру у октобру 1943. основао Субас Чандра Босе и био је задужен за индијске исељенике и војно особље у јапанској југоисточној Азији. Влада је успостављена са потенцијалном контролом индијске територије ако би пала у офанзиви на Индију. Од територије Индије након стицања независности, влада је преузела контролу над Кохимом (након што је пала у офанзиви Јапана, деловима Манипура који су пали и у руке Јапанске 15. армије као и за INA, и Андаманска и Никобарска острва.
- Вијетнамско царство (вијетнамски: Đế quốc Việt Nam, Hán tự: 帝國越南) (март–август 1945) – режим цара Бао Даја са Чан Чонг Кимом министром након проглашења независности од Француске.
- Краљевина Камбоџа (Камбоџа, март–август 1945) – Режим краља Нородома Сиханука са Сон Нгоком Таном као премијером након проглашења независности од Француске.
- Краљевина Лаос – режим краља Сисаванга Вонга након проглашења независности од Француске.